# Burni Lampahan
Burni Lampahan är ett berg i Indonesien.   Det ligger i provinsen Aceh, i den västra delen av landet, 1 600 km nordväst om huvudstaden Jakarta. Toppen på Burni Lampahan är 2 110 meter över havet, eller 512 meter över den omgivande terrängen. Bredden vid basen är 9,0 km.
Terrängen runt Burni Lampahan är bergig åt nordväst, men åt sydost är den kuperad.Runt Burni Lampahan är det mycket glesbefolkat, med 2 invånare per kvadratkilometer. I omgivningarna runt Burni Lampahan växer i huvudsak städsegrön lövskog.